# Práčov (Svídnice)

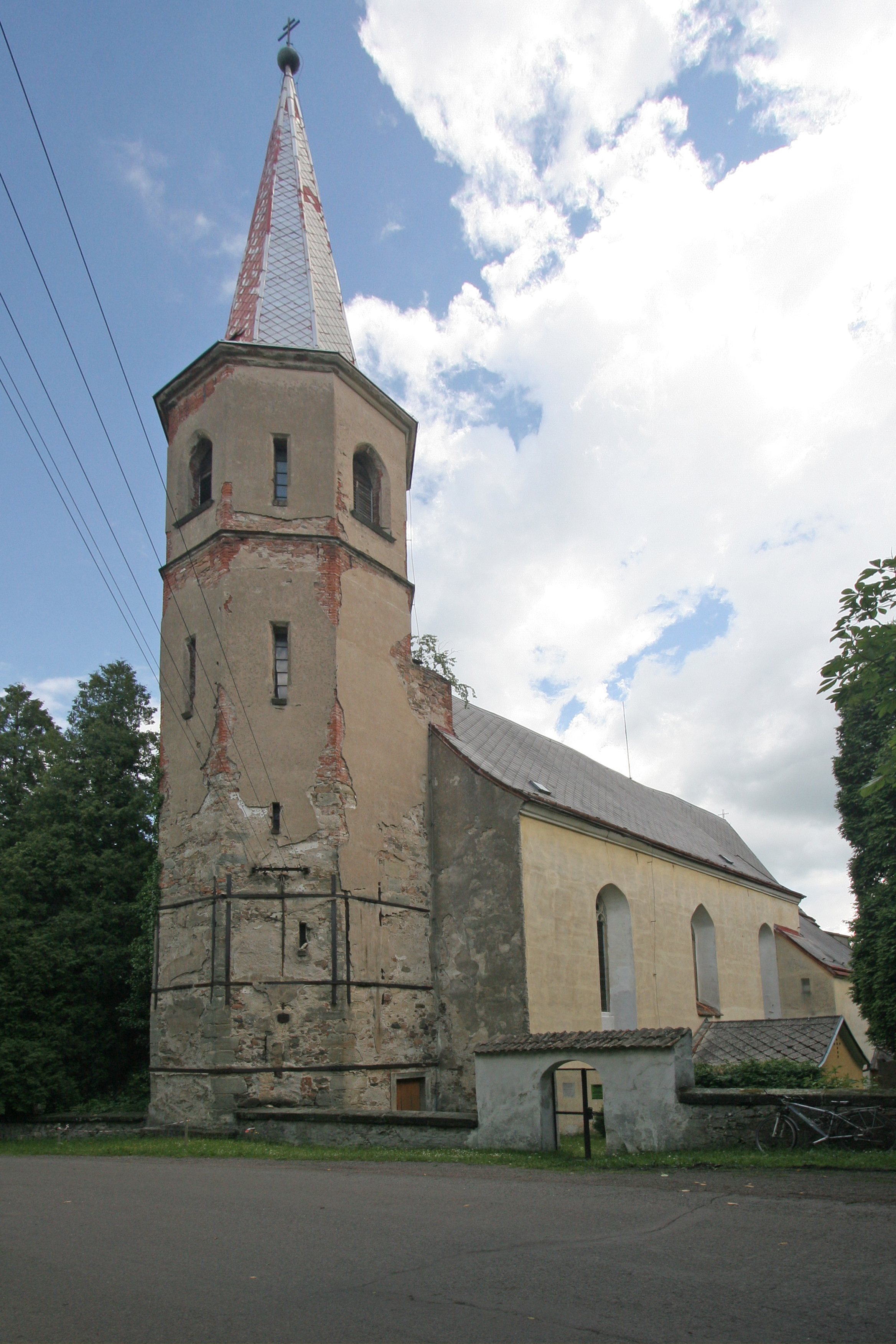
Kirche Jakobus des Älteren

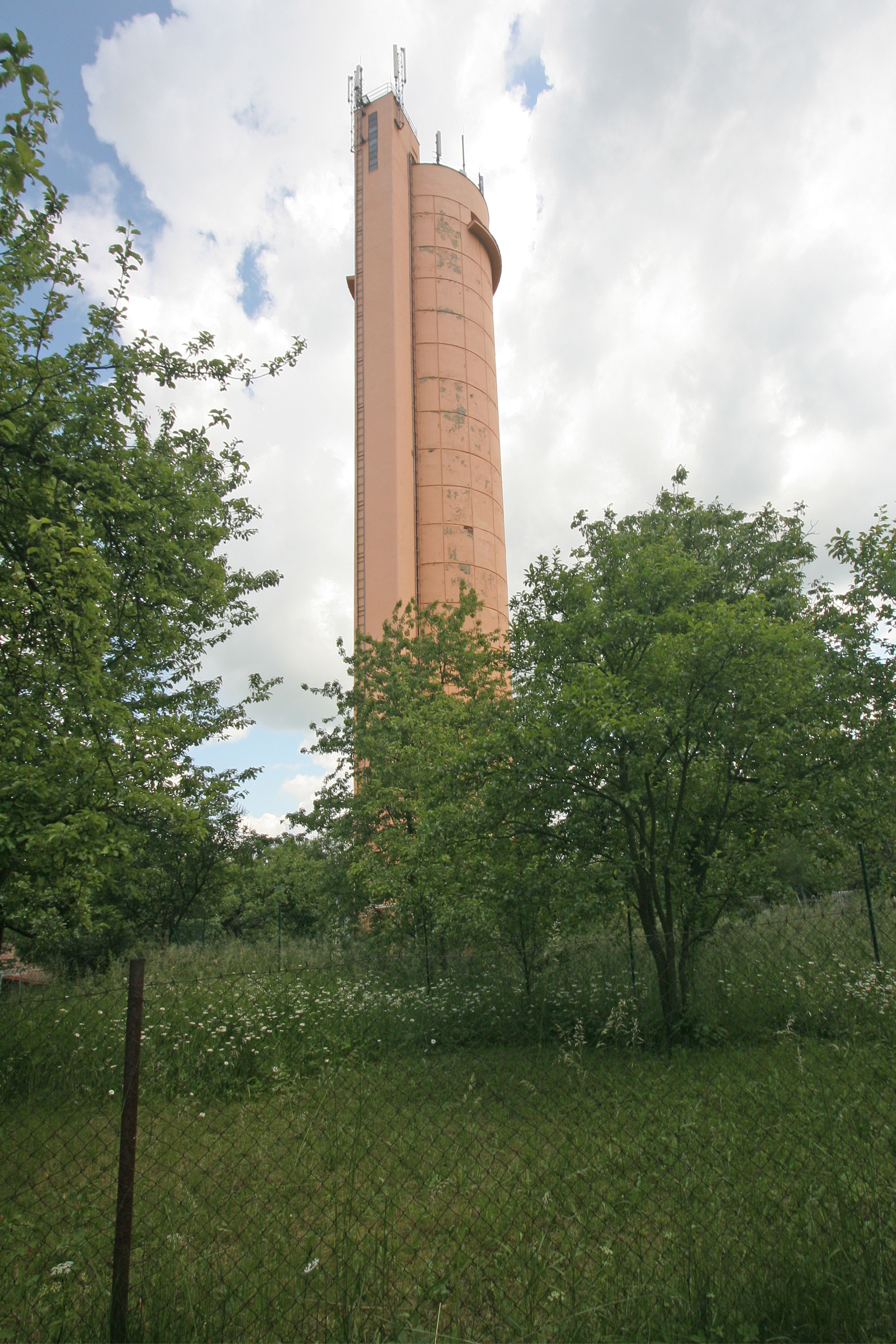
Ausgleichsturm des Wasserkraftwerkes

Práčov (deutsch Pratschau, auch Pratschow) ist ein Ortsteil der Gemeinde Svídnice in Tschechien. Er liegt vier Kilometer nördlich von Nasavrky und gehört zum Okres Chrudim.

## Geographie
Práčov befindet sich linksseitig über dem Peklo-Tal der Chrudimka auf dem Gebiet des Landschaftsschutzgebietes CHKO Železné hory im Eisengebirge (Železné hory). Nördlich des Dorfes liegt der Stausee Křížanovice II; südöstlich die Burgruine Strádov. Gegen Westen erstreckt sich das Slawitzer Wildgehege (Slavická obora).
Nachbarorte sind Skřípky, Kopaniny, Na Palouku, Papírna und Kapalice im Norden, Na Skalce und Výsonín im Nordosten, Na Dubinách und Vížky im Osten, Radochlín, Loučky, Pila u Libáně und Libáň im Südosten, Liština, Drahotice, V Limbu, Ochoz und Nasavrky im Süden, Hradiště, Slavice und Mešiny im Südwesten, Licibořice und Šiškovice im Westen sowie Smrkový Týnec, Výškov und Trpišov im Nordwesten.

## Geschichte
Die erste schriftliche Erwähnung von Práčov erfolgte im Jahre 1349. In der Zeit zwischen 1364 und 1366 gründete der Besitzer der Burg Strádov, Jaroš Lacembok von Chlum, in Práčov das Minoritenkloster St. Jakobus. Im Februar 1421 wurde das Kloster von Truppen der Stadt Chrudim, die sich den Hussiten angeschlossen hatte, niedergebrannt. Der südliche Teil der Klosterkirche und die Klostergebäude wurden dabei zerstört. Im Jahre 1564 wurde Práčov an die Herrschaft Seč angeschlossen. Wenzel Robenhaupt von Sucha verkaufte die Herrschaft Seč 1583 an die Brüder Georg und Albrecht Brucknar von Bruckstein. Nachfolgender Grundherr war ab 1597 Karl Záruba von Hustířan. 1628 verkaufte Johann Záruba von Hustířan die Herrschaft Seč an den kaiserlichen Oberstleutnant Franz de Cuvier, der sie mit seiner Herrschaft Nassaberg vereinigte. Nach dem Tod seines Sohnes und Erben Emanuel de Cuvier († 1663) fiel die Herrschaft Nassaberg mit Seč dessen Mutter, Rosina de Cuvier, geborene von Heiden zu, die in zweiter Ehe mit Nikolaus von Schönfeld verheiratet war. Joseph Franz von Schönfeld ließ zum Ende des 17. Jahrhunderts unterhalb von Práčov einen Teich anlegen. 1714 errichtete der Papiermacher Peter Seifert an dem Teich eine Papiermühle. Nach dem Brand von 1739 wurde die Papiermühle wiederaufgebaut. 1753 fiel die Herrschaft Nassaberg Johann Adam von Auersperg als Universalerben des mit Joseph Franz von Schönfeld († 1737) erloschenen Grafengeschlechts von Schönfeld zu. 1754 ersteigerte der aus Budissin stammende Papiermacher Anton Ritschel die Papiermühle, in der zu dieser Zeit 6 Gesellen und 3 Lehrjungen arbeiteten. 1787 wurde auf Kosten des Religionsfonds ein Lokalist bestellt, später auch eine Schule eingerichtet.
Im Jahre 1835 bestand das im Chrudimer Kreis gelegene Dorf Pratschow bzw. Pračow aus 7 Häusern, in denen 49 Personen lebten. Unter dem Patronat des Religionsfonds standen die Lokalkirche Jakobus des Großen, das Lokalistenhaus und die Schule. Pratschow war Pfarrort für Swidnitz, Trpischow (Trpišov), Wegsonin (Výsonín), Brusy und Kuchanowitz (Kochánovice). Die Familie Ritschel betrieb die Papiermühle bis 1838 und verkaufte sie dann für 23.000 Gulden an den Müller Josef Jeřábek, dessen Sohn – ein gelernter Papiermacher – sie modernisierte und führte. Bis zur Mitte des 19. Jahrhunderts blieb Pratschow der Herrschaft Nassaberg untertänig.
Nach der Aufhebung der Patrimonialherrschaften bildete Práčov ab 1849 einen Ortsteil der Gemeinde Svídnice im Gerichtsbezirk Nassaberg. Wegen des Rückgangs der Papierproduktion wurde in dieser Zeit bei der Papiermühle eine Mahlmühle angelegt; 1854 brannten beide ab. Die Papierherstellung wurde 1861 eingestellt; der Name Papírna wurde auf die weiter betriebene Obere Svídnicer Mühle übertragen. Ab 1868 gehörte das Dorf zum politischen Bezirk Chrudim. 1869 hatte Práčov 72 Einwohner, 1890 waren es 59. Im Jahre 1910 lebten in Práčov 88 Personen. Mit dem Bau des Rückhaltebeckens Křížanovice II erloschen 1954 die Mühle Papírna und der Mühlteich, zeitgleich entstand auch das Wasserkraftwerk. Zwischen 1961 und 1971 gehörte Práčov zur Gemeinde Svídnice-Trpišov. Beim Zensus von 2001 lebten in den 22 Häusern von Práčov 47 Personen.

## Gemeindegliederung
Der Ortsteil Práčov ist Teil des Katastralbezirks Svídnice u Slatiňan.

## Sehenswürdigkeiten
- Die Kirche Jakobus des Älteren wurde als Kirche des Minoritenklosters errichtet. Im Jahre 1604 stiftete Karl Záruba von Hustířan der Kirche einen vergoldeten Silberkelch. 1674 erfolgte ihre barocke Instandsetzung. 1773 wurde die Kirche überbaut, 1787 erhielt sie einen Lokalisten. Der letzte Umbau erfolgte 1856. Das Kulturdenkmal befindet sich in einem einsturzgefährdeten Zustand, der auf 15 m hohen gotischen Grundmauern errichtete Turm ist instabil geworden und droht mit seiner Verankerung aus der Westfassade herauszubrechen.[3]
- Stausee Křížanovice II
- Wasserkraftwerk Práčov
- Burgruine Strádov
- Naturreservat Strádovské Peklo im Chrudimkatal
- Prähistorische Burgstätte Práčov